# Life in a Tin Can
Life in a Tin Can släpptes i januari 1973 och var den brittisk-australiensiska popgruppen Bee Gees nionde album. Bee Gees flyttade sin "bas" från England i Storbritannien till Los Angeles i delstaten Kalifornien i USA för att spela in albumet. Men det gick inte att stoppa en försäljningsnedgång, och albumet kritiserades för brist på "innovation".
Albumet nådde #10 på listorna i Italien och sålde 175 000 kopior över hela världen.

## Låtlista
Sida ett
1. Saw a New Morning - 4:13
2. I Don't Wanna Be the One - 4:05 (Barry Gibb)
3. South Dakota Morning - 2:25 (B. Gibb)
4. Living in Chicago - 5:39

Sida två
1. While I Play - 4:28 (B. Gibb)
2. My Life Has Been a Song - 4:21
3. Come Home Johnny Bride - 3:50 (B. Gibb)
4. Method to My Madness - 3:10

Alla komponeringar av Barry, Robin och Maurice om inget annat angivits